# Ґладише
Ґладише (пол. Gładysze, нім. Schlodien) — село в Польщі, у гміні Вільчента Браневського повіту Вармінсько-Мазурського воєводства.
Населення — 302 особи (2011).
У 1975-1998 роках село належало до Ельблонзького воєводства.

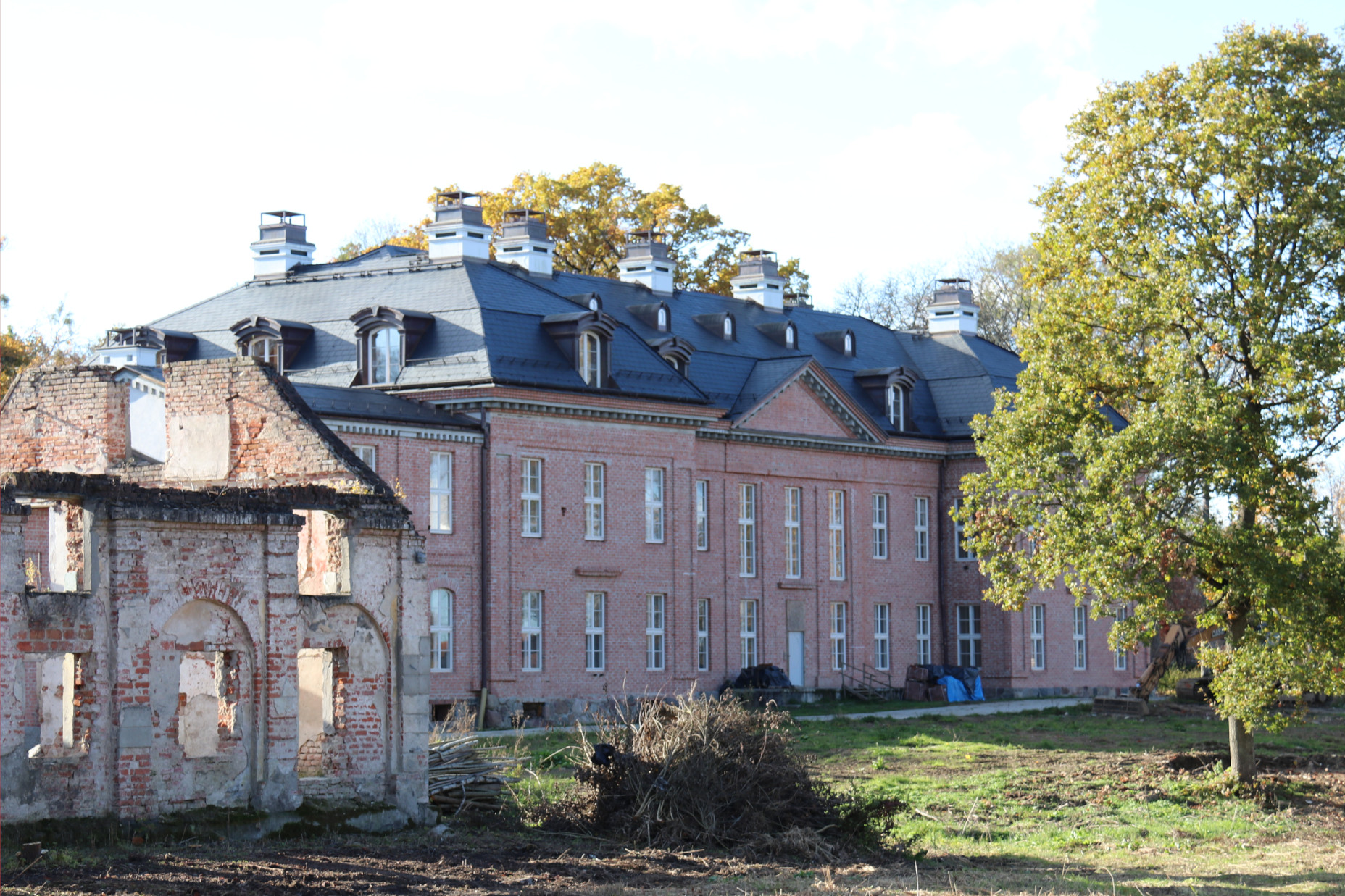
Palace Schlodien, reconstruction 2024

## Демографія
Демографічна структура станом на 31 березня 2011 року:
|          | Загалом | Допрацездатний вік | Працездатний вік | Постпрацездатний вік |
| -------- | ------- | ------------------ | ---------------- | -------------------- |
| Чоловіки | 162     | 20                 | 127              | 15                   |
| Жінки    | 140     | 29                 | 81               | 30                   |
| Разом    | 302     | 49                 | 208              | 45                   |